# Conrad Williams
Conrad Williams (ur. 20 marca 1982) – brytyjski lekkoatleta, sprinter odnoszący największe sukcesy w biegach sztafetowych.
W 2009 roku zdobył srebrny medal na mistrzostwach świata w Berlinie w sztafecie 4 × 400 metrów. Razem z nim w sztafecie biegli Robert Tobin, Martyn Rooney i Michael Bingham. Brązowy medalista w biegu rozstawnym podczas halowych mistrzostw świata i igrzysk Wspólnoty Narodów (2010). Reprezentant kraju w Pucharze Europy oraz na drużynowych mistrzostwach Europy.

## Rekordy życiowe
- bieg na 400 metrów – 45,06 (6 czerwca 2015, Genewa)
- bieg na 400 metrów (hala) – 46,20 (18 lutego 2012, Birmingham)
- bieg na 500 metrów (hala) – 1:01,59 (25 lutego 2014, Praga) rekord Wielkiej Brytanii